# دييغو كافاليري
دييغو كافاليري (بالبرتغالية: Diego Cavalieri‏) (مواليد 1 ديسمبر 1982 في ساو باولو - البرازيل) لاعب كرة قدم برازيلي يجيد اللعب في مركز حارس مرمى .

## روابط خارجية
- دييغو كافاليري على موقع الاتحاد الدولي (مؤرشف)  (الإنجليزية)
- دييغو كافاليري على موقع الاتحاد الأوربي (الإنجليزية)
- دييغو كافاليري على موقع إي إس بي إن إف سي (الإنجليزية)
- دييغو كافاليري على موقع قاعدة بيانات كرة القدم.إي يو (الإنجليزية)
- دييغو كافاليري على موقع ناشيونال فوتبول تيمز (الإنجليزية)
- دييغو كافاليري على موقع Soccerbase.com (لاعب) (الإنجليزية)
- دييغو كافاليري على موقع Soccerway.com (الإنجليزية)
- دييغو كافاليري على موقع كووورة
- دييغو كافاليري على موقع AS.com (الإسبانية)